# Tamos
La plaza de la Tamos, también conocida como rotonda de la Tamos o glorieta de la Tamos, es una plaza situada en la ciudad española de Albacete.
Es uno de los dos extremos de la Circunvalación de Albacete, al noroeste de la capital, confluencia de algunas de las vías más importantes de la ciudad como son las calles avenida Ramón Menéndez Pidal, avenida Cronista Mateos y Sotos, avenida Gregorio Arcos, La Roda (Circunvalación), Virgen del Pilar, Montesa, Granada, Zaragoza y Cuchilleros. En torno a ella se articulan los barrios Industria, Los Llanos del Águila, Cañicas,  El Pilar y Canal de María Cristina de la capital albaceteña.
La plaza, de grandes dimensiones, posee un diámetro máximo de 130 m, de los que 60 m corresponden a la rotonda ajardinada elíptica situada en su centro, la cual alberga en su interior una gran fuente circular de 25 m de diámetro que expulsa potentes chorros de agua a varios metros de altura.
Al oeste de la plaza se encuentra una explanada arbolada mientras que al noreste se sitúa el parque de la Carretera de Madrid. Recibe su nombre por la estación de servicio denominada «Tamos» que se encuentra históricamente en ella. Es un importante lugar de encuentro de la capital.

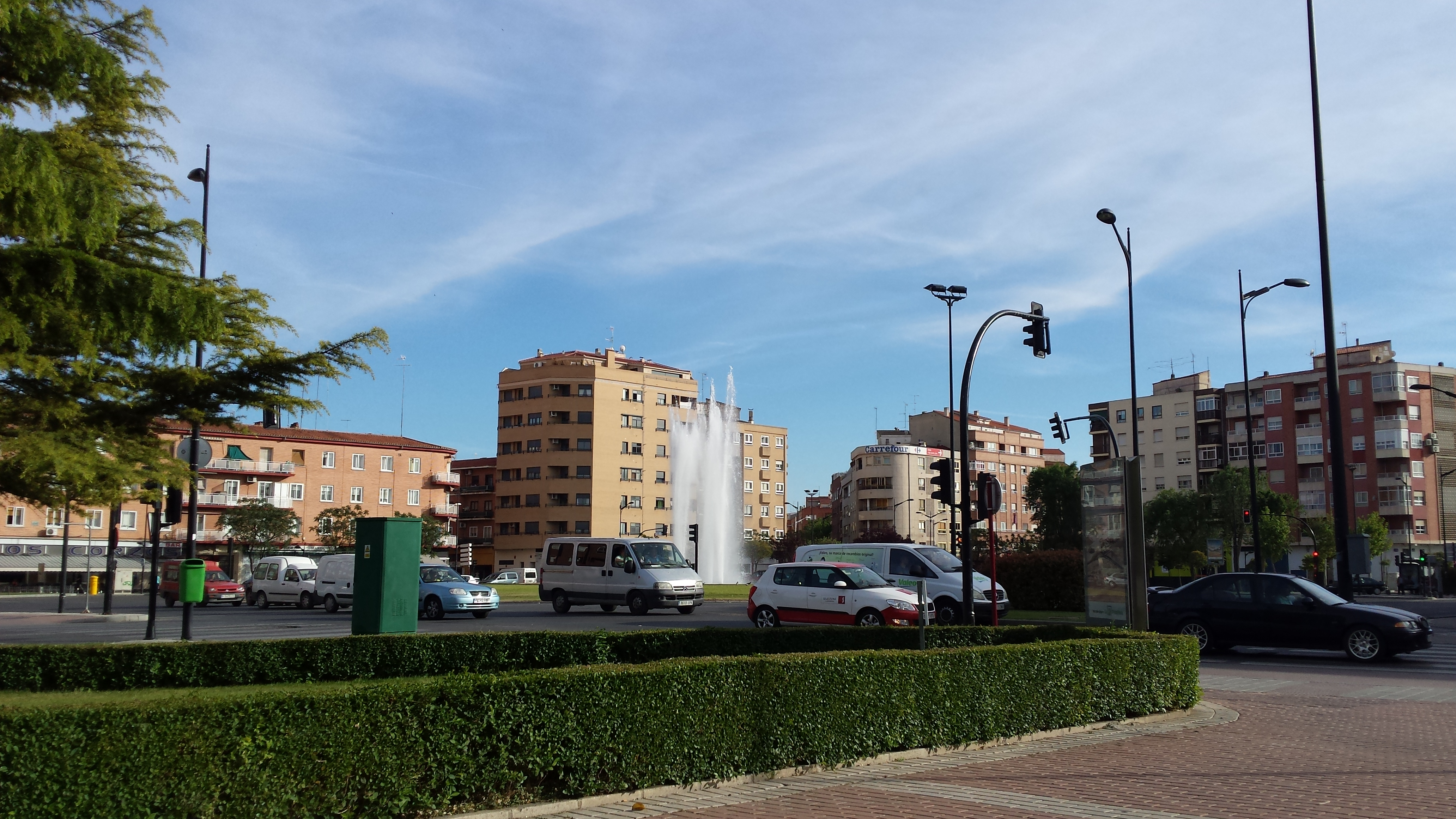
Vista de la plaza desde el parque de la Carretera de Madrid
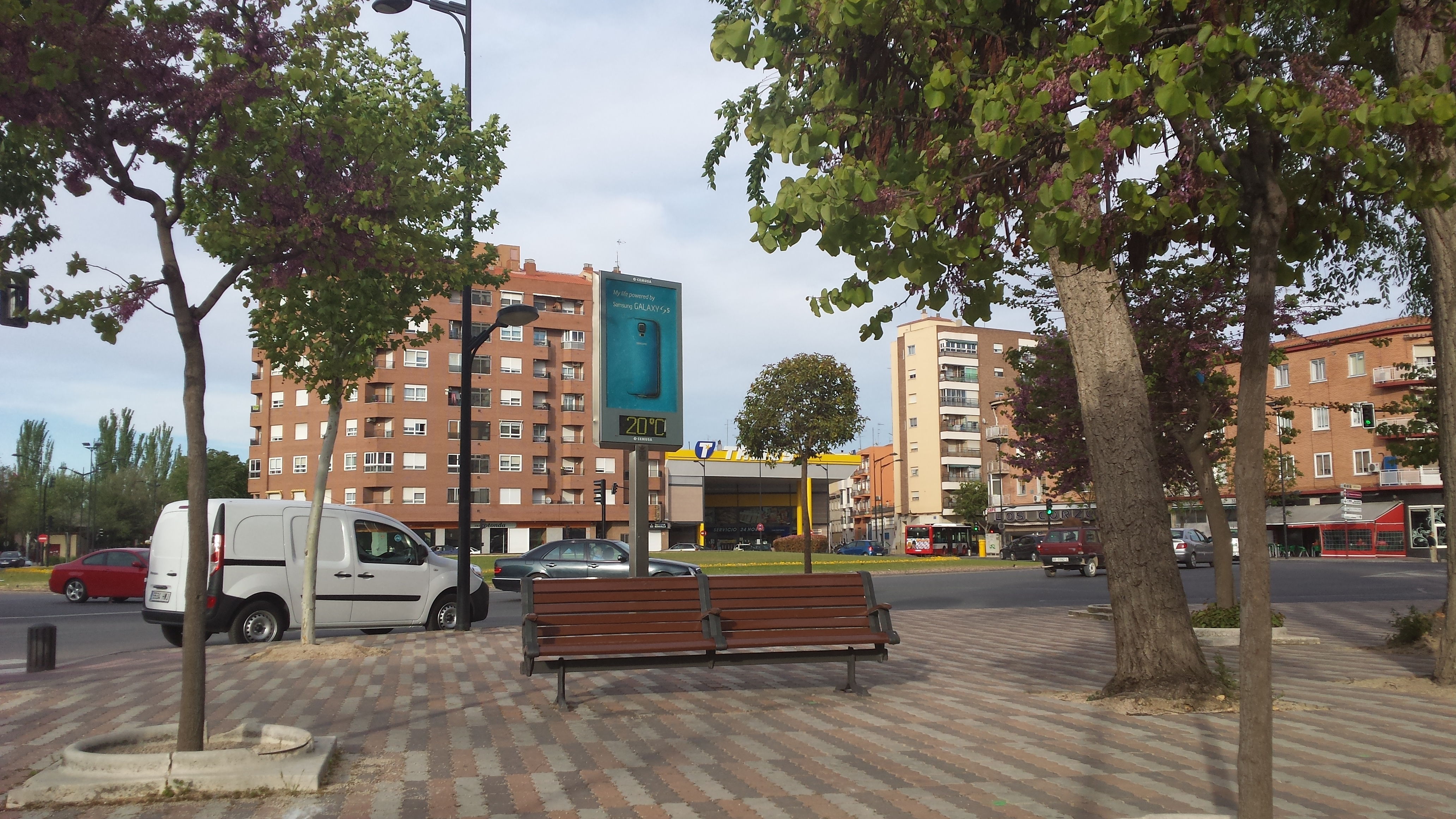
Vista de la plaza desde su explanada
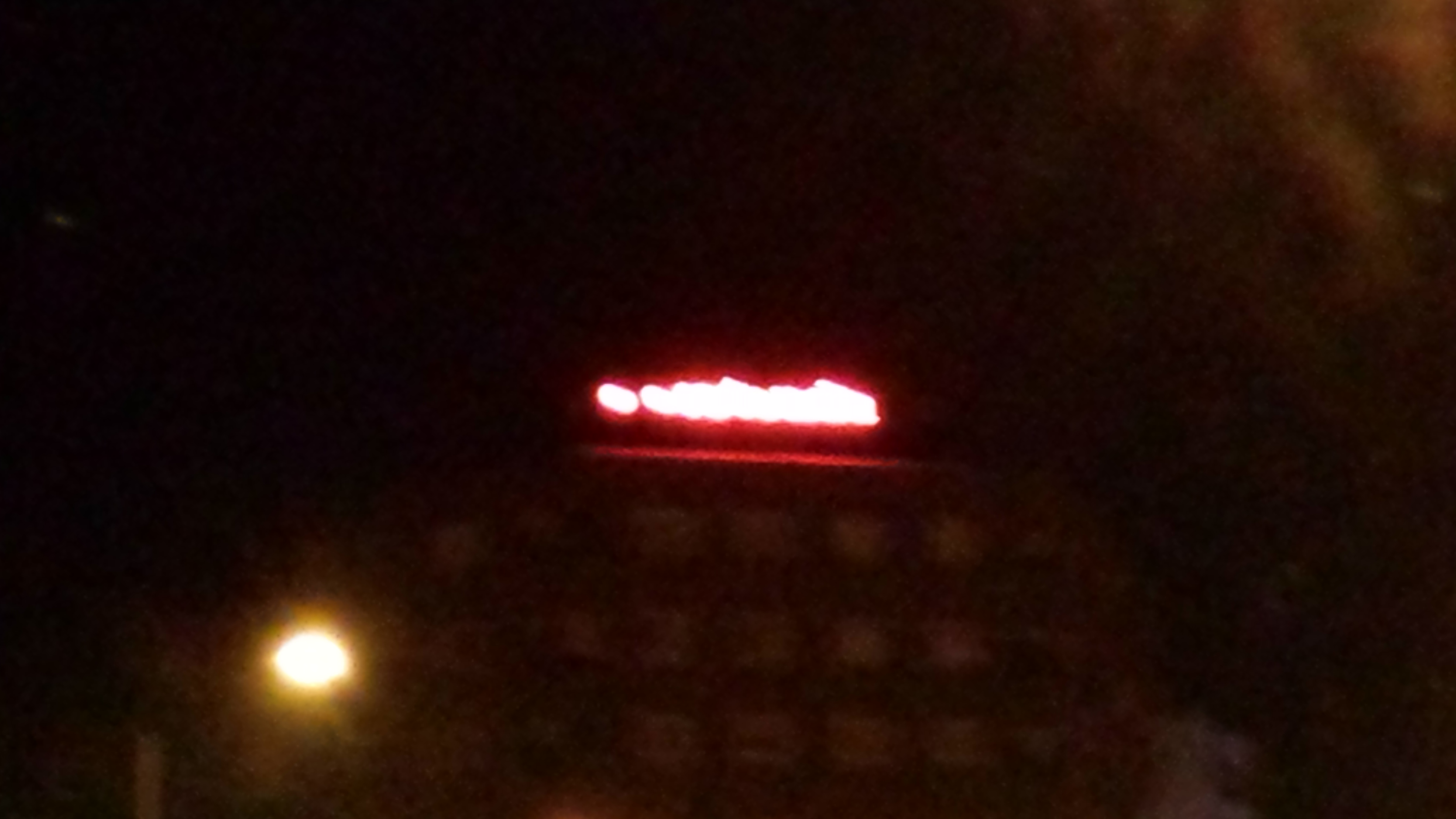
Letrero Rotonda iluminado en lo alto de la plaza